# 韩国输出入银行
韩国输出入银行（：／）是韩国进出口贸易的官方信贷机构，1997年依照《韩国輸出入银行法》成立。